# Beauregard (Lot)
Beauregard è un comune francese di 251 abitanti situato nel dipartimento del Lot nella regione dell'Occitania.

## Società

### Evoluzione demografica
Abitanti censiti